# Tatayet
 (juin 2015).
Si vous disposez d'ouvrages ou d'articles de référence ou si vous connaissez des sites web de qualité traitant du thème abordé ici, merci de compléter l'article en donnant les références utiles à sa vérifiabilité et en les liant à la section « Notes et références ».
Tatayet [tatajɛ] est une marionnette animée par le ventriloque belge Michel Dejeneffe depuis 1975. Tatayet est né le 15 décembre 1975 selon Michel Dejeneffe. Les sketches se font sous la forme d'un dialogue entre le marionnettiste et sa marionnette.
À l'époque, Michel Dejeneffe avait monté une petite compagnie de théâtre et colportait ses spectacles dans les orphelinats et les maisons de retraite. Tatayet est né à partir d'un col de fourrure que lui avait donné la pensionnaire d'une maison de retraite.
Tatayet est rapidement devenu sa marionnette fétiche et il décide de partir à Paris en 1978 pour s'essayer au cabaret.
Sous ce nom, Michel Dejeneffe a enregistré plusieurs 45 tours. Le couple marionnette-marionnettiste a également été le sujet d'une bande dessinée. Au cours des années 1980, la RTBF a en outre diffusé le dimanche soir une émission très populaire en Belgique : le Tatayet Show.
À 67 ans, le ventriloque a fait ses adieux à la scène en 2017 avec sa marionnette.

## Discographie

### 45 tours
- 1985 : Les colombes de la guerre
- 1986 : Tous au cimetière / Dégueulasse
- 1986 : Le Kitching / J'aimerais bien que quelqu'un
- 1987 : Carol / Générique du Tatayet Show
- J'ai le Ogereau's style, babe

### 33 tours
- 1986 : Tatayet chante

### CD 2 titres
- 1994 : Je ne suis pas bien portant

### Album CD
- 1994 : Enfin seul !

### Bandes dessinées
- C'est pas moi c'est lui, scénario Raoul Cauvin, dessin Olivier Saive, avril 1990
- C'est pas lui c'est moi, scénario Raoul Cauvin, dessin Olivier Saive, novembre 1990

### Livres
- Le journal de Tatayet, rédigé par Tatayet, édité par l'imprimerie Snel Grafics à Liège, décembre 2012